# Данте Ванзейр
Данте Ванзейр (фр. Dante Vanzeir, нар. 16 квітня 1998, Беринджен) — бельгійський футболіст, нападник клубу «Уніон Сент-Жілуаз».
Виступав, зокрема, за клуби «Генк» та «Мехелен».
Володар Суперкубка Бельгії.

## Клубна кар'єра
Народився 16 квітня 1998 року в місті Беринджен. Вихованець футбольної школи клубу «Генк». 18 вересня 2016 року дебютував у домашній грі проти «Андерлехту», яку програли 0–2, замінивши на 81-й хвилині Леона Бейлі.
Протягом 2018—2019 років захищав кольори клубу «Беєрсхот-Вілрейк» на правах оренди.
Своєю грою за останню команду привернув увагу представників тренерського штабу клубу «Мехелен», до складу якого приєднався 2019 року також на правах оренди. Відіграв за команду з Мехелена наступний сезон своєї ігрової кар'єри.
30 липня 2020 року приєднався до складу клубу «Уніон Сент-Жілуаз». 13 березня 2021 року «Уніон Сент-Жілуаз» повернувся в Перший дивізіон Бельгії після 48 років. Ванзейр за підсумками сезону став найкращим бомбардиром із 19 голами.
25 липня 2021 року в брюссельському дербі проти «Андерлехту» зробив результативну передачу, а «Уніон» здобув перемогу 3–1. Через два дні Ванзейр продовжив свій контракт до 2024 року з опцією продовження ще на один рік. 28 серпня Данте зробив хет-трик у домашній грі проти льєжського «Стандарда».

## Виступи за збірні
2013 року дебютував у складі юнацької збірної Бельгії (U-15), загалом на юнацькому рівні взяв участь у 27 іграх, відзначившись 5 забитими голами.
2019 року залучався до складу молодіжної збірної Бельгії. На молодіжному рівні зіграв у 4 офіційних матчах.
2021 року дебютував в офіційних матчах у складі національної збірної Бельгії.

## Статистика виступів

### Статистика клубних виступів
Станом на 15 грудня 2021
| Сезон             | Команда             | Чемпіонат         | Чемпіонат | Чемпіонат | Національний кубок | Національний кубок | Національний кубок | Континентальні кубки | Континентальні кубки | Континентальні кубки | Інші змагання | Інші змагання | Інші змагання | Усього | Усього | Усього |
| Сезон             | Команда             | Ліга              | Ігор      | Голів     | Ліга               | Ігор               | Голів              | Ліга                 | Ігор                 | Голів                | Ліга          | Ігор          | Голів         | Ігор   | Голів  |        |
| ----------------- | ------------------- | ----------------- | --------- | --------- | ------------------ | ------------------ | ------------------ | -------------------- | -------------------- | -------------------- | ------------- | ------------- | ------------- | ------ | ------ | ------ |
| 2016–17           | «Генк»              | Д1                | 1         | 0         | КБ                 | 1                  | 0                  | ЛЄ                   | 0                    | 0                    |               | -             | -             | 2      | 0      |        |
| 2017–18           | «Генк»              | Д1                | 5         | 1         | КБ                 | 1                  | 0                  |                      | -                    | -                    |               | -             | -             | 6      | 1      |        |
| 2018–19           | «Беєрсхот-Вілрейк»  | Д2                | 29        | 13        | КБ                 | 2                  | 1                  |                      | -                    | -                    |               | 8             | 2             | 39     | 16     |        |
| серп. 2019        | «Генк»              | Д1                | 0         | 0         | КБ                 | 0                  | 0                  | ЛЧ                   | 0                    | 0                    | СБ            | 1             | 1             | 1      | 1      |        |
| 2019–20           | «Мехелен»           | Д1                | 18        | 3         | КБ                 | 0                  | 0                  |                      | -                    | -                    |               | -             | -             | 18     | 3      |        |
| 2020–21           | «Уніон Сент-Жілуаз» | Д2                | 24        | 19        | КБ                 | 3                  | 2                  | ЛЄ                   | 0                    | 0                    |               | -             | -             | 27     | 21     |        |
| 2021–22           | «Уніон Сент-Жілуаз» | Д1                | 17        | 11        | КБ                 | 1                  | 1                  |                      | -                    | -                    |               | -             | -             | 18     | 12     |        |
| Усього за кар'єру | Усього за кар'єру   | Усього за кар'єру | 94        | 47        |                    | 8                  | 4                  |                      | 0                    | 0                    |               | 9             | 3             | 111    | 54     |        |

## Титули і досягнення
- Володар Суперкубка Бельгії (1):

«Генк»: 2019